# Velimir Rajić
Velimir Rajić (geboren am 8. Juli 1966 in Pula) ist ein ehemaliger Handballspieler. Der 1,97 m große Kroate wurde auf der Spielposition linker Rückraum eingesetzt.

## Vereinskarriere
Rajić fing erst im Alter von 18 Jahren mit dem Handball an und spielte bei Metaloplastika Šabac. Er kam im Jahr 1992 nach Spanien und spielte von 1993 bis 1994 bei Atlético Madrid, von 1994 bis 1997 bei SD Teucro und von 1997 bis 2005 bei CBM Gáldar. Von 2005 bis 2008 lief er für BM Ciudad de Almería auf, von 2008 bis 2010 für BM Guadalajara und anschließend bis 2011 nochmals für SD Teucro.
Im Juni 2006 stellte er mit 1682 Toren in der Liga Asobal den bis dato von Enric Masip gehaltenen Rekord ein. Am Ende seiner Karriere hatte er in 15 Spielzeiten 1704 Tore geworfen.
Mit den Teams aus Pontevedra und Gáldar nahm er an europäischen Vereinswettbewerben teil. Mit CBM Gáldar stand er im Halbfinale des EHF-Pokals 2001/02.

## Auswahlmannschaften
Rajić bestritt 15 Länderspiele für die Nationalmannschaft Kroatiens.

## Privates
Sein Sohn Alvaro Rajić spielt ebenfalls Handball.